# Lista de prefeitos de Jaraguá do Sul
Esta é a lista de prefeitos do município de Jaraguá do Sul, estado brasileiro de Santa Catarina.
| N° | Prefeitos                | Partido | Início do mandato       | Fim do mandato          | Observações                                                                                   |
| -- | ------------------------ | ------- | ----------------------- | ----------------------- | --------------------------------------------------------------------------------------------- |
| 1  | Max Schubert             | PRC     | 25 de outubro de 1895   | 17 de fevereiro de 1898 | Intendente nomeado pelo governo estadual.                                                     |
| 2  | Vitor Rosenberg          | PRC     | 17 de fevereiro de 1898 | 27 de maio de 1911      | Intendente nomeado pelo governo estadual.                                                     |
| 3  | Henrique Piazera         | PRC     | 27 de maio de 1911      | 30 de maio de 1920      | Intendente nomeado pelo governo estadual.                                                     |
| 4  | Leopoldo Jansen          | PRC     | 30 de maio de 1920      | 8 de outubro de 1924    | Intendente nomeado pelo governo estadual.                                                     |
| 5  | Artur Müller             | PRC     | 8 de outubro de 1924    | 20 de dezembro de 1925  | Intendente nomeado pelo governo estadual.                                                     |
| 6  | João Doubrawa            | PRC     | 20 de dezembro de 1925  | 2 de junho de 1926      | Intendente nomeado pelo governo estadual.                                                     |
| 7  | Artur Müller             | PRC     | 2 de junho de 1926      | 3 de outubro de 1929    | Intendente nomeado pelo governo estadual.                                                     |
| 8  | Roberto Marquardt        | PRC     | 3 de outubro de 1929    | 20 de abril de 1933     | Intendente nomeado pelo governo estadual.                                                     |
| 9  | José Bauer               | PP      | 20 de abril de 1933     | 31 de dezembro de 1934  | Intendente nomeado pelo governo estadual.                                                     |
| 10 | Waldemar Grubba          | PLC     | 1° de janeiro de 1935   | 10 de dezembro de 1936  | Primeiro prefeito após a emancipação.                                                         |
| 11 | Leopoldo Augusto Gerent  | PLC     | 10 de dezembro de 1936  | 5 de fevereiro de 1945  | Prefeito nomeado pelo governo estadual.                                                       |
| 12 | Rui Stocheler de Souza   | PSD     | 5 de fevereiro de 1945  | 6 de novembro de 1945   | Prefeito nomeado pelo governo estadual.                                                       |
| 13 | Ramacio Otaviano Seara   | PSD     | 6 de novembro de 1945   | 1° de maio de 1946      | Prefeito nomeado pelo governo estadual.                                                       |
| 14 | Leônidas Cabral Herbster | PSD     | 1° de maio de 1946      | 4 de janeiro de 1947    | Prefeito nomeado pelo governo estadual.                                                       |
| 15 | Joaquim Piazera          | PSD     | 4 de janeiro de 1947    | 31 de janeiro de 1947   | Prefeito nomeado pelo governo estadual.                                                       |
| 16 | Waldemar Grubba          | PSD     | 31 de janeiro de 1947   | 30 de janeiro de 1951   | Primeiro prefeito eleito em sufrágio universal.                                               |
| 17 | Artur Müller             | UDN     | 31 de janeiro de 1951   | 30 de janeiro de 1956   | Prefeito eleito em sufrágio universal.                                                        |
| 18 | Waldemar Grubba          | PSD     | 31 de janeiro de 1956   | 30 de janeiro de 1961   | Prefeito eleito em sufrágio universal.                                                        |
| 19 | Roland Dornbusch         | PRP     | 31 de janeiro de 1961   | 30 de janeiro de 1960   | Prefeito eleito em sufrágio universal.                                                        |
| 20 | Victor Bauer             | ARENA   | 31 de janeiro de 1966   | 30 de janeiro de 1970   | Prefeito eleito em sufrágio universal.                                                        |
| 21 | Hans Gehard Mayer        | ARENA   | 31 de Janeiro de 1970   | 30 de janeiro de 1973   | Prefeito eleito em sufrágio universal.                                                        |
| 22 | Eugênio Strebe           | ARENA   | 31 de Janeiro de 1973   | 31 de janeiro de 1977   | Prefeito eleito em sufrágio universal.                                                        |
| 23 | Victor Bauer             | ARENA   | 1° de fevereiro de 1977 | 31 de janeiro de 1983   | Prefeito eleito em sufrágio universal.                                                        |
| 24 | Durval Vasel             | PMDB    | 1° de fevereiro de 1983 | 31 de dezembro de 1988  | Prefeito eleito em sufrágio universal.                                                        |
| 25 | Ivo Konell               | PMDB    | 1° de janeiro de 1989   | 31 de dezembro de 1993  | Prefeito eleito em sufrágio universal.                                                        |
| 26 | Durval Vasel             | PTB     | 1° de janeiro de 1993   | 31 de dezembro de 1996  | Prefeito eleito em sufrágio universal.                                                        |
| 27 | Geraldo Werninghaus      | PFL     | 1° de janeiro de 1997   | 9 de fevereiro de 1999  | Prefeito eleito em sufrágio universal. Faleceu em Corupá, vítima de acidente automobilístico. |
| 28 | Irineu Pasold            | PSDB    | 9 de fevereiro de 1999  | 31 de dezembro de 2000  | Vice-prefeito no cargo de titular de forma definitiva.                                        |
| 28 | Irineu Pasold            | PSDB    | 1° de janeiro de 2001   | 31 de dezembro de 2004  | Prefeito reeleito em sufrágio universal.                                                      |
| 29 | Moacir Antônio Bertoldi  | PL      | 1° de janeiro de 2005   | 31 de dezembro de 2009  | Prefeito eleito em sufrágio universal.                                                        |
| 30 | Cecília Konell           | DEM     | 1° de janeiro de 2009   | 31 de dezembro de 2012  | Prefeita eleita em sufrágio universal.                                                        |
| 31 | Dieter Janssen           | PP      | 1° de janeiro de 2013   | 31 de dezembro de 2016  | Prefeito eleito em sufrágio universal.                                                        |
| 32 | Antídio Lunelli          | PMDB    | 1° de janeiro de 2017   | 31 de dezembro de 2020  | Prefeito eleito em sufrágio universal.                                                        |
| 32 | Antídio Lunelli          | MDB     | 1° de janeiro de 2021   | 31 de março de 2022     | Prefeito reeleito em sufrágio universal.                                                      |
| 33 | José Jair Franzner       | MDB     | 1° de abril de 2022     | 31 de dezembro de 2024  | Assumiu o cargo em função da renúncia de Antídio Lunelli.                                     |
| 33 | José Jair Franzner       | MDB     | 1° de janeiro de 2025   | Atualidade              | Prefeito reeleito em sufrágio universal.                                                      |